# Progresywni Demokraci
Progresywni Demokraci (irl. An Páirtí Daonlathach) – irlandzka partia polityczna działająca w latach 1985–2009. Należała do Międzynarodówki Liberalnej.

## Historia
Partię założyła w grudniu 1985 grupa polityków Fianna Fáil oraz Fine Gael o liberalnych poglądach zarówno na kwestie obyczajowe (prawo rozwodowe, antykoncepcja), jak i ekonomiczne. Progresywni Demokraci znani byli jako „partia niskich podatków”. Ponadto program partii obejmował prywatyzację, cięcia socjalne, liberalizację rynków m.in. w dziedzinie połączeń lotniczych, telekomunikacji i transportu. Partia popierała Porozumienie Angielsko-Irlandzkie z 1985 r. w sprawie statusu Irlandii Północnej. Postulowała również zniesienie Senatu. 
W wyborach parlamentarnych w 1987 roku Progresywni Demokraci uzyskali 11,9% głosów, zdobywając 14 mandatów w Dáil Éireann. Mimo faktu bycia małą partią, Progresywni Demokraci wywierali duży wpływ na politykę ekonomiczną w latach 90. i pierwszej dekadzie XXI wieku, która przyniosła Irlandii reputację celtyckiego tygrysa. Czterokrotnie uczestniczyli w koalicjach rządowych z Fianna Fáil (1989–1992, 1997–2009). W wyborach parlamentarnych w 2007 roku stracili 6 spośród 8 posłów w Dáil. Mimo że weszli do nowej koalicji rządowej z Fianna Fáil i Zielonymi, partia zaczęła przeżywać kryzys. W listopadzie 2008 na specjalnej konwencji większość członków partii opowiedziała się za jej rozwiązaniem.
W czerwcu 2009 r. archiwum partyjne zostało przekazane bibliotece University College Dublin.

## Liderzy Progresywnych Demokratów
- Desmond O’Malley (1985–1992)
- Mary Harney (1993–2006)
- Michael McDowell (2006–2007)
- Mary Harney (2007–2008)
- Ciarán Cannon (2008–2009)
- Noel Grealish (2009)